# Albert Ursprung

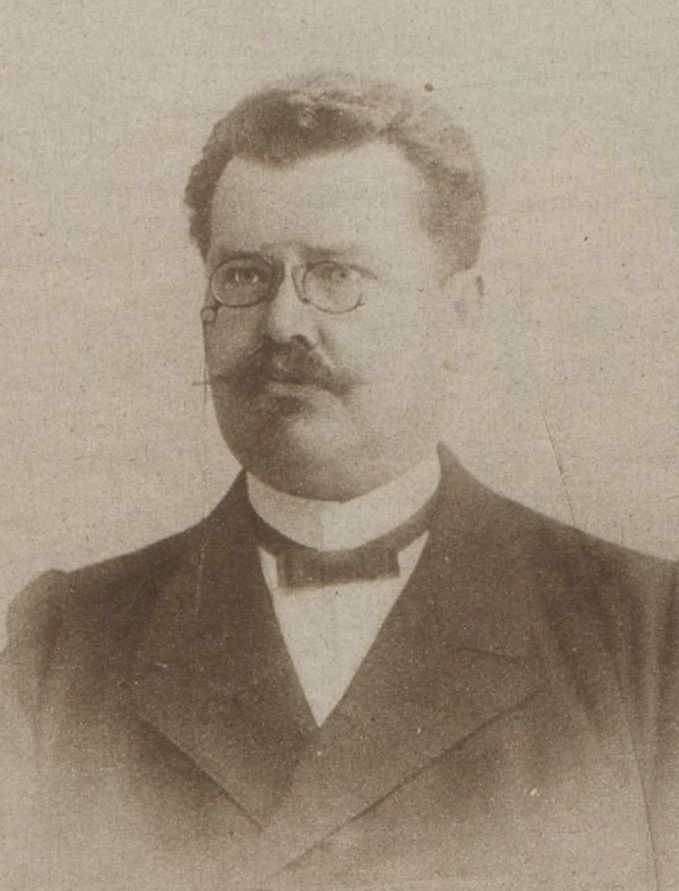
Albert Ursprung, um 1916

Albert Ursprung (* 16. August 1862 in Ueken; † 3. Dezember 1935 in Lausanne) war ein Schweizer Richter und Politiker (FDP). Von 1890 bis 1902 vertrat er den Kanton Aargau im Nationalrat, danach war er über drei Jahrzehnte lang als Bundesrichter tätig. Sein jüngerer Bruder Gustav Adolf Ursprung war ebenfalls Nationalrat.

## Biografie
Der Sohn eines Landwirts und Müllers besuchte die Bezirksschule in Frick und absolvierte danach die Kantonsschule in Aarau. Anschliessend studierte er Recht an den Universitäten in Basel und München. Einen Teil seiner Ausbildung finanzierte er mit einem Preis, den er an einer Ausstellung in Wien für seine Sammlung geologischer und paläontologischer Funde aus dem Fricktal gewonnen hatte. Nach dem Erhalt des Anwaltspatents trat er in Zurzach eine Stelle als Gerichtsschreiber an. 1886 wurde er dort bereits im Alter von 24 Jahren Präsident des Bezirksgerichts. Diesem stand er sechs Jahre lang vor, bis zur Wahl ins Aargauer Obergericht im Jahr 1892. In der Schweizer Armee hatte er den Rang eines Oberstleutnants.
Ursprungs politische Karriere begann 1886 mit der Wahl in den Grossen Rat des Kantons Aargau, dem er sechs Jahre lang angehörte. Auf kantonaler Ebene setzte er sich für die Schaffung einer Hypothekarordnung, die Einführung des Grundbuches und für die aargauische Zivilprozessordnung ein. Auch auf Gemeinde- und Bezirksebene war er bei verschiedenen Projekten federführend. Dazu gehören unter anderem die Strom- und Wasserversorgung sowie das Telefonnetz von Zurzach, der Bau neuer Schulhäuser und die Gründung des Bezirksspitals in den Räumen der früheren Johanniterkommende Leuggern. Als Präsident des Armenerziehungsvereins widmete er sich der Fürsorge, ausserdem gründete und präsidierte er die Gemeinnützige Gesellschaft.
Bei den Parlamentswahlen 1890 wurde Ursprung im Wahlkreis Aargau-Nord zum Mitglied des Nationalrates gewählt. Auf Bundesebene befasste er sich die nächsten zwölf Jahre vor allem mit juristischen und militärischen Fragen. 1902 wählte ihn die Bundesversammlung zum Bundesrichter. Im selben Jahr erhielt er das Ehrenbürgerrecht von Zurzach, 1910 die Ehrendoktorwürde der Universität Basel. In den Jahren 1918 und 1919 amtierte er als Bundesgerichtspräsident. Ursprung blieb Bundesrichter bis zu seinem Tod im Jahr 1935.